# Podróż apostolska Jana Pawła II do Pakistanu, Azji Wschodniej i na Alaskę
9. podróż apostolska Jana Pawła II – podróż zagraniczna Jana Pawła II, która miała miejsce od 16 do 27 lutego 1981 roku. Podczas jej trwania odwiedził on Pakistan, Filipiny, Guam, Japonię i Stany Zjednoczone (Alaskę). Była to jedna z najdłuższych papieskich podróży. W 12 dni papież przemierzył blisko 40 tys. km.
Głównym celem podróży były Filipiny, które dla katolicyzmu są miejscem szczególnym na kontynencie azjatyckim. Żyje tam 70% wszystkich katolików Azji, co jest efektem panowania hiszpańskiego, trwającego do początków XX wieku, nim Filipiny dostały się pod władzę Amerykanów. Niepodległość uzyskały w 1946 r.

## Przebieg pielgrzymki

### Pakistan
W Karaczi dawnej stolicy Pakistanu papież wylądował 16.02 w godzinach popołudniowych na tzw. postój techniczny. 2 godziny po lądowaniu na stadionie Cricet Garden Jan Paweł II odprawił Mszę św. dla ok. 70 tys. miejscowych katolików. Msza, w której udział wzięło wielu wyznawców islamu zakończyła się już o zmroku.

### Filipiny
W Manili papieża witał tłum, podobny do tych w Polsce. W drodze z lotniska do rezydencji prezydenta Marcosa, stojącego na czele sprawującej władzę junty wojskowej, młodzież utworzyła „żywe obrazy”. Jan Paweł rozpoczął wizytę od wygłoszenia orędzia do narodu filipińskiego. Nawiązując do niedawno odwołanego stanu wyjątkowego,  powiedział: „Nawet w sytuacjach wyjątkowych, które czasem mogą zaistnieć, nie wolno nigdy usprawiedliwiać jakiegokolwiek pogwałcenia podstawowej ludzkiej godności czy fundamentalnych praw, które je chronią”.

### Guam
W lutym 1981 r. papież na krótki czas odwiedził wyspę Guam na pacyfiku, przelotnie w drodze do Japonii. Na spotkanie z ojcem świętym, w Hagåtña przybyło 15 000 osób, w tym gubernator Guam: Paul Calvo i biskup metropolita Felixberto Flores.

### Japonia
23 lutego papież został przywitany przez cesarza Hirohito w drzwiach pałacu cesarskiego. Spotkał się również z japońską młodzieżą, wśród której było wielu niechrześcijan. Ponadto odwiedził brata Zeno, 90-letniego polskiego franciszkanina-misjonarza, który przybył do Japonii z ojcem Maksymilianem Kolbe w latach 30., i który był opiekunem ofiar bomby atomowej. 25 lutego Jan Paweł II przemawiał pod pomnikiem Pokoju w Hiroszimie. Następnie w Nagasaki (centrum japońskiego katolicyzmu) odwiedził "Wzgórze Męczenników", gdzie został ukrzyżowany Lorenz Ruiz i jego przyjaciele oraz dom, gdzie zamieszkiwał ojciec Kolbe.

### Stany Zjednoczone, Anchorage (Alaska)
26 lutego 1981 r. w godzinach południowych Jan Paweł II przybył do Anchorage, gdzie był witany na międzynarodowym lotnisku przez arcybiskupa z Anchorage, Francisa T. Hurleya, gospodarza tej wizyty.